# Ältasjön, Halland
Ältasjön är en sjö i Halmstads kommun i Halland och ingår i Fylleåns huvudavrinningsområde. Sjön har en area på 0,299 kvadratkilometer och ligger 174,1 meter över havet. Sjön avvattnas av vattendraget Skifteboån. Vid provfiske har abborre fångats i sjön.

## Delavrinningsområde
Ältasjön ingår i det delavrinningsområde (630306-133929) som SMHI kallar för Utloppet av Skavsjön. Medelhöjden är 167 meter över havet och ytan är 20,26 kvadratkilometer. Det finns inga avrinningsområden uppströms utan avrinningsområdet är högsta punkten. Skifteboån som avvattnar avrinningsområdet har biflödesordning 2, vilket innebär att vattnet flödar genom totalt 2 vattendrag innan det når havet efter 40 kilometer. Avrinningsområdet består mestadels av skog (62 %) och sankmarker (23 %). Avrinningsområdet har 1,22 kvadratkilometer vattenytor vilket ger det en sjöprocent på 6 %.